# روبرت جاي شابيرو
روبرت جاي شابيرو (بالإنجليزية: Robert J. Shapiro)‏ هو اقتصادي أمريكي، ولد في 1953.